# András Gyárfás
András Gyárfás (1945) è un matematico ungherese, specializzato in combinatoria e teoria dei grafi. Assieme a Paul Erdős ha enunciato la congettura di Erdős-Gyárfás, che afferma che un grafo di grado minimo 3 abbia almeno un ciclo semplice di ordine una potenza di due.
| Controllo di autorità | VIAF (EN) 121477317 · ISNI (EN) 0000 0000 8014 3618 · LCCN (EN) n88217839 · J9U (EN, HE) 987007417238305171 |